# 洛阳宫灯
洛阳宫灯的历史可上溯至东汉，汉光武帝刘秀一统天下定都洛阳后，在宫廷中张灯结彩，悬挂宫灯以示庆祝，后来宫灯的做法流传至民间，“宫灯”的称谓便由此产生。隋朝大业元年正月十五元宵节，隋炀帝在东都洛阳大排筵宴，全洛阳城张灯结彩，遍布宫灯达半月至久。隋唐之后此风俗一脉相传，每到元宵佳节洛阳家家宫灯高悬，人人提灯漫步。这种元宵佳节挂花灯的习俗一直到今天还在延续，并且广泛传播到了全国各地，甚至走出了国门。

## 宫灯种类
洛阳宫灯的种类繁多，常见的有白帽方灯、红纱圆灯、六色龙头灯、走马灯、蝴蝶灯、二龙戏珠灯、罗汉灯等等，其中红纱灯因其造型优美，宜书宜画，撑合自如，易于保存等优点而最为有名。目前洛阳宫灯的种类已经达到了数百个，宫灯的制作技术也不断进步，日臻完美。